# Spitteleck
Lo Spitteleck (letteralmente: «angolo dello Spittelmarkt») è un edificio residenziale multipiano di Berlino, sito sulla piazza Spittelmarkt nel quartiere di Mitte.

## Storia
L'edificio venne costruito dal 1983 al 1985 su progetto di Eckart Schmidt con la collaborazione di Klaus Berger, Eduard Vogler e Ulrich Kunc.

## Caratteristiche
L'edificio, con pianta ad «U», costituisce il fondale prospettico della Leipziger Straße e ha il lato settentrionale parallelo al canale della Sprea. Conta 10 piani, dei quali i 2 inferiori ospitano attrezzature commerciali e sociali, mentre in quelli superiori si trovano 295 appartamenti.
La struttura portante è in calcestruzzo armato. I piani superiori sono costruiti facendo uso di elementi murari prefabbricati, alcuni dei quali disegnati appositamente con forme a cuneo per rendere possibile la forma arrotondata dell'edificio.
Le facciate sono fortemente caratterizzate dai parapetti dei balconi, anch'essi prefabbricati, in cemento a vista.

### Fonti
- Lorenzo Spagnoli, Berlino. XIX-XX secolo, Bologna, Zanichelli, 1993,  p. 254, ISBN 88-08-14174-8.
- (DE) Adalbert Behr, Bauen in Berlin 1973 bis 1987, a cura di Ehrhardt Gißke, Lipsia, Koehler & Amelang, 1987,  pp. 176-177, ISBN 3-7338-0040-0.
- (DE) Joachim Schulz e Werner Gräbner, Berlin. Architektur von Pankow bis Köpenick, Berlino (Est), VEB Verlag für Bauwesen, 1987,  p. 87, ISBN 3-345-00145-4.

### Testi di approfondimento
- (DE) Eckart Schmidt, Wohnungsbau am Spittelmarkt, in Architektur der DDR, Berlino (Est), VEB Verlag für Bauwesen, gennaio 1987, ISSN 0323-3413 (WC · ACNP).